# 9682 Ґравесанде
9682 Ґравесанде (9682 Gravesande) — астероїд головного поясу, відкритий 24 вересня 1960 року.
Тіссеранів параметр щодо Юпітера — 3,699.